# Campeonato Mundial de Ajedrez 1934
El Campeonato Mundial de Ajedrez 1934 fue un encuentro entre el retador Yefim Bogoliubov de la Alemania nazi y el campeón defensor Alexander Alekhine, nacionalizado francés. El match se jugó en distintas ciudades de la Alemania nazi. El primer juego empezó el 1 de abril de 1934. El último juego empezó el 14 de junio del mismo año, que terminó empatado. Alekhine ganó el match 15½-10½, manteniendo su condición de campeón y convirtiéndose en el campeón oficial número 14.

## Match
El match sería jugado a mejor de 30 juegos, las victorias contando 1 punto, los empates ½ punto, y las derrotas 0, y acabaría cuando un jugador llegue a 15½ puntos y gane 6 partidas. Los dos objetivos se deben cumplir para proclamarse campeón. Si el match acabara en un empate 15 a 15, el campeón defensor (Alekhine) retenería el título.
| Jugador            | 1 | 2 | 3 | 4 | 5 | 6 | 7 | 8 | 9 | 10 | 11 | 12 | 13 | 14 | 15 | 16 | 17 | 18 | 19 | 20 | 21 | 22 | 23 | 24 | 25 | 26 | Total (Vic) |
| ------------------ | - | - | - | - | - | - | - | - | - | -- | -- | -- | -- | -- | -- | -- | -- | -- | -- | -- | -- | -- | -- | -- | -- | -- | ----------- |
| Alexander Alekhine | ½ | 1 | ½ | 1 | ½ | ½ | ½ | ½ | 1 | 0  | 1  | ½  | ½  | ½  | ½  | 1  | 1  | ½  | ½  | ½  | 1  | ½  | 0  | 0  | 1  | ½  | 15½ (8)     |
| Yefim Bogoliubov   | ½ | 0 | ½ | 0 | ½ | ½ | ½ | ½ | 0 | 1  | 0  | ½  | ½  | ½  | ½  | 0  | 0  | ½  | ½  | ½  | 0  | ½  | 1  | 1  | 0  | ½  | 10½ (3)     |